# István Reviczky
István Reviczky, Stephan Reviczky von Revisnye (ur. 25 grudnia 1884 w Gyalla, zm. 14 sierpnia 1954) – austriacki i węgierski arystokrata, urzędnik konsularny i dyplomata.

## Życiorys
Doktor nauk politycznych. Mianowany por. rezerwy (1908). Wstąpił do austriackiej służby zagranicznej w której był praktykantem w konsulacie generalnym w Marsylii i Mediolanie (1909), attache kons. w Bukareszcie (1910), w Wielkiej Brytanii (1911), w Belgradzie (1912), w Izmirze (1913) i Aleksandrii (1914). Pełnił służbę wojskową (1914–1918). Z chwilą rozpadu Austro-Węgier pracował Ministerstwie Spraw Zagranicznych Węgier (1919), m.in. w poselstwie w Belgradzie (1919–1921), w ambasadzie w Pradze (1921–1922), był kier. konsulatu w Krakowie (1922–1924), urzędnikiem w Departamencie Polityki Gospodarczej MSZ (-1925), kier. konsulatu w São Paulo (1925–1926), kier. konsulatu w Trieście (1927-1935), urzędnikiem konsulatu w Wiedniu (1935–1939), ponownie kier. w Trieście (1939-1945).